# Jang Šjufeng
Jang Šjufeng (kitajsko: 杨秀峰; pinjin: Yáng Xiùfēng), kitajski politik in sodnik, * 24. februar 1897, Čjanan, Hebei, † 10. november 1983.
Bil je guverner Hebeija (1949-52), minister za šolstvo Kitajske (1958-64) in predsednik Vrhovnega ljudskega sodišča Kitajske (1965-75).